# Ko jezik
Ko jezik (fungor, fungur, kau; ISO 639-3: fuj), kordofanski jezik istočnoheibanske skupine kojim govori 2 680 ljudi (1984 R. Stevenson) u nekoliko izoliranih sela (Nyaro, Kao i Fungor) u Nuba planinama u Sudanu.
Etnička grupa zove se Fungor (Fung).

## Vanjske poveznice
- Ethnologue (14th)
- Ethnologue (15th)